# 薄井千織
薄井 千織（うすい ちおり、1994年2月12日 - ）は、日本のタレント。

## 人物
- 2003年、『ミッフィーとおともだち』の声優でデビュー。子供にしか出せない、愛くるしい声で視聴者を和ませる。
- 以前所属していたジュネス企画から、公式プロフィールは削除されているが、本人ならびに事務所からの公式発表はない。

## 出演

### テレビドラマ
- 87%（日本テレビ、2005年） - 川上琴音 役
- ドラマコンプレックス ひめゆり隊と同じ戦火を生きた少女の記録 最後のナイチンゲール（日本テレビ、2006年）

### CM
- イオン（2002年）
- 日本マクドナルド「ハッピーセット」（2002年）
- タニイ「ふぉうちゅんドッグすの商品」（2002年）
- カルビーポテトチップス「北海道編」（2003年）
- NTT東日本 レッツFLET'S夏のフェア クイズショー篇（2004年）
- ユニバーサル・スタジオ・ジャパン USJ計画篇（2005年）
- ハウス食品「バーモントカレー」（2007年）

### テレビアニメ
- ミッフィーとおともだち（2003年 - 2015年、NHK教育テレビ）ミッフィー

## 作品・書籍

### 写真集
- ベイビーキッス（心光社刊、2003年5月10日発売）神崎美優、水黒遙日との共演

### DVD
- リトルウイング（心光社刊、2003年5月23日発売）神崎美優、水黒遙日との共演